# Синхронное плавание на чемпионате мира по водным видам спорта 2019
Соревнования по синхронному плаванию в рамках чемпионата мира 2019 года по водным видам спорта прошли с 12 по 20 июля в городе Кванджу (Республика Корея).
Было разыграно 10 комплектов наград.

## Расписание
Дано корейское время (UTC+9).
| Дата         | Время | Соревнование                                         |
| ------------ | ----- | ---------------------------------------------------- |
| 12 июля 2019 | 11:00 | Соло: техническая программа, квалификация            |
| 12 июля 2019 | 16:00 | Дуэт: техническая программа, квалификация            |
| 13 июля 2019 | 11:00 | Смешанный дуэт: техническая программа, квалификация  |
| 13 июля 2019 | 19:00 | Соло: техническая программа, финал                   |
| 14 июля 2019 | 11:00 | Группа: техническая программа, квалификация          |
| 14 июля 2019 | 19:00 | Дуэт: техническая программа, финал                   |
| 15 июля 2019 | 11:00 | Соло: произвольная программа, квалификация           |
| 15 июля 2019 | 19:00 | Смешанный дуэт: техническая программа, финал         |
| 16 июля 2019 | 11:00 | Дуэт: произвольная программа, квалификация           |
| 16 июля 2019 | 19:00 | Группа: техническая программа, финал                 |
| 17 июля 2019 | 11:00 | Группа: произвольная программа, квалификация         |
| 17 июля 2019 | 19:00 | Соло: произвольная программа, финал                  |
| 18 июля 2019 | 11:00 | Комбинация: произвольная программа, квалификация     |
| 18 июля 2019 | 19:00 | Дуэт: произвольная программа, финал                  |
| 19 июля 2019 | 11:00 | Смешанный дуэт: произвольная программа, квалификация |
| 19 июля 2019 | 19:00 | Группа: произвольная программа, финал                |
| 20 июля 2019 | 17:00 | Смешанный дуэт: произвольная программа, финал        |
| 20 июля 2019 | 19:00 | Комбинация: произвольная программа, финал            |

## Медалисты
| Дисциплина                                      | Золото | Серебро | Бронза |
| Соло, техническая программа Протокол            | Светлана Колесниченко Россия | Она Карбонель Испания | Юкико Инуи Япония |
| Соло, произвольная программа                    | Светлана Ромашина Россия | Она Карбонель Испания | Юкико Инуи Япония |
| Дуэт, техническая программа Протокол            | Россия · Светлана Колесниченко · Светлана Ромашина | Китай · Сунь Вэньянь · Хуан Сюэчэнь                                                                                           | Украина · Марта Федина · Анастасия Савчук |
| Дуэт, произвольная программа                    | Россия · Светлана Колесниченко · Светлана Ромашина | Китай · Сунь Вэньянь · Хуан Сюэчэнь                                                                                           | Украина · Марта Федина · Анастасия Савчук |
| Микст, техническая программа Протокол           | Россия · Майя Гурбанбердиева · Александр Мальцев | Италия · Манила Фламини · Джорджо Минисини                                                                                    | Япония · Юми Адати · Ацуси Абэ |
| Микст, произвольная программа                   | Россия · Майя Гурбанбердиева · Александр Мальцев | Италия · Манила Фламини · Джорджо Минисини                                                                                    | Япония · Юми Адати · Ацуси Абэ |
| Группы, техническая программа                   | Россия · Анастасия Архиповская · Влада Чигирёва · Майя Дорошко · Марина Голядкина · Вероника Калинина · Полина Комар · Алла Шишкина · Мария Шурочкина                                       | Китай · Ю Фен · Го Ли · Хуан Сюэчэнь · Лян Синьпин · Сунь Вэньянь · Ван Кван · Ксяо Янин · Инь Ченсинь                        | Украина · Марина Алексеева · Владислава Алексеева · Марта Федина · Яна Нарежная · Екатерина Резник · Анастасия Савчук · Алина Шинкаренко · Елизавета Яхно                                              |
| Группы, произвольная программа                  | Россия · Анастасия Архиповская · Влада Чигирёва · Варвара Субботина · Марина Голядкина · Вероника Калинина · Полина Комар · Алла Шишкина · Мария Шурочкина                                  | Китай · Ю Фен · Го Ли · Хуан Сюэчэнь · Лян Синьпин · Сунь Вэньянь · Чан Хао · Ксяо Янин · Инь Ченсинь                         | Украина · Марина Алексеева · Владислава Алексеева · Марта Федина · Яна Нарежная · Екатерина Резник · Анастасия Савчук · Алина Шинкаренко · Елизавета Яхно                                              |
| Группы, хайлайт, техническая программа Протокол | Украина | Италия | Испания |
| Комбинация, произвольная программа              | Россия · Анастасия Архиповская · Влада Чигирёва · Майя Дорошко · Марина Голядкина · Вероника Калинина · Полина Комар · Алла Шишкина · Мария Шурочкина · Варвара Субботина · Михаела Каланча | Китай · Ю Фен · Го Ли · Хуан Сюэчэнь · Лян Синьпин · Сунь Вэньянь · Чан Хао · Ксяо Янин · Инь Ченсинь · Ван Кван · Чен Вентао | Украина · Марина Алексеева · Владислава Алексеева · Александра Коваленко · Яна Нарежная · Екатерина Резник · Анастасия Савчук · Алина Шинкаренко · Елизавета Яхно · Валерия Апрелева · Вероника Гришко |

## Медальный зачёт
| Общее количество медалей | Общее количество медалей | Общее количество медалей | Общее количество медалей | Общее количество медалей | Общее количество медалей |
| Место                    | Страна                   | Золото                   | Серебро                  | Бронза                   | Всего                    |
| ------------------------ | ------------------------ | ------------------------ | ------------------------ | ------------------------ | ------------------------ |
| 1                        | Россия                   | 9                        | 0                        | 0                        | 9                        |
| 2                        | Украина                  | 1                        | 0                        | 5                        | 6                        |
| 3                        | Китай                    | 0                        | 5                        | 0                        | 5                        |
| 4                        | Италия                   | 0                        | 3                        | 0                        | 3                        |
| 5                        | Испания                  | 0                        | 2                        | 1                        | 3                        |
| 6                        | Япония                   | 0                        | 0                        | 4                        | 4                        |
| 7                        | США                      | 0                        | 0                        | 0                        | 0                        |
| Всего                    | Всего                    | 10                       | 10                       | 10                       | 30                       |